# Canaan (hrabstwo Grafton)
Canaan – jednostka osadnicza w Stanach Zjednoczonych, w stanie New Hampshire, w hrabstwie Grafton.